# فرانک میسلر
فرانک میسلر (انگلیسی: Frank Meisler; ۳۰ دسامبر ۱۹۲۵ – ۲۴ مارس ۲۰۱۸) مجسمه‌ساز، و معمار اهل بریتانیا بود.